# Doropygella hastalae
Doropygella hastalae is een eenoogkreeftjessoort uit de familie van de Notodelphyidae. De wetenschappelijke naam van de soort is voor het eerst geldig gepubliceerd in 1981 door Monniot.